# Palazzo Mozzanica
Le palazzo Mozzanica, connu aussi comme palazzo Varesi, est un palais historique situé Via XX Settembre, à Lodi, en Lombardie.
Classé parmi les principaux monuments de l'architecture civile lombarde du Quattrocento, le palazzo Mozzanica possède un schéma typologique commun aux palais de la période sforzesque, de la décennie 1480-90.

## Historique
La construction du palazzo Mozzanica remonte à la fin du XVe siècle. Financé par le comte Lorenzo Mozzanica, le palais est édifié sur les fondations d'un petit château du XIVe siècle appartenant à la noble famille lodigiani des Vignati : confirmée par la présence de l'emblème héraldique de la famille sur les colonnes du  portique de la cour intérieure.
En l'absence de documents précis, et par analogie avec d'autres édifices, le projet du palais (notamment le rez-de-chaussée) est habituellement attribué au lodigiani Giovanni Battagio (it).
Selon le témoignage de l'historien Giovanni Agnelli, en juillet 1509, le roi de France François Ier y résida.

## Architecture
L'édifice de style Renaissance est caractérisé par une imposante façade en briques, divisée horizontalement par une corniche marcapiano décorée de motifs moulés représentant des guirlandes et des figures mythologiques (tritons qui luttent entre eux et naïades).
Le portail aux arcs en marbre blanc et rose et flanqué de colonnes à candélabre, est  orné de bas-reliefs floraux et de quatre médaillons représentant Gian Galeazzo Visconti, Isabelle de Naples, Francesco et Blanche-Marie Sforza ; les fenêtres ogivales de l'étage supérieur ont aussi des décorations en terre cuite. À l'angle du bâtiment se trouve un grand blason en marbre.
À l'intérieur, le palais se développe autour d'une cour rectangulaire, portiquée sur deux côtés adjacents avec des colonnes dotées de chapiteaux ioniques. L'intérieur de l'étage supérieur abrite de nombreuses fresques.

## Sources
- (it) Cet article est partiellement ou en totalité issu de l’article de Wikipédia en italien intitulé « Palazzo Mozzanica » (voir la liste des auteurs).